# Ординація жінок

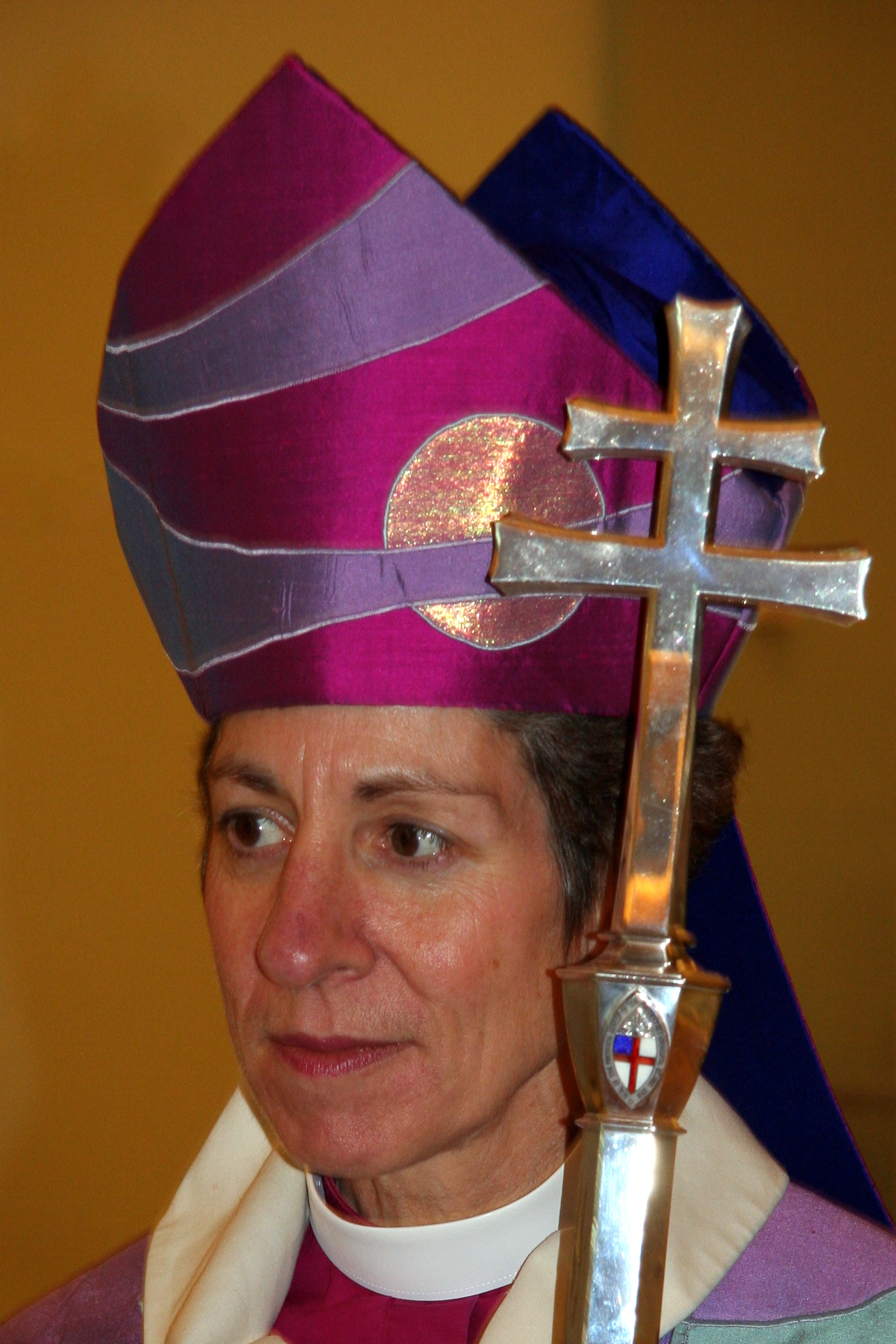
у 2006 обрана першою жінкою-єпископом в історії Єпископальної церкви в першою жінкою-примасом в Англіканському співтоваристві.

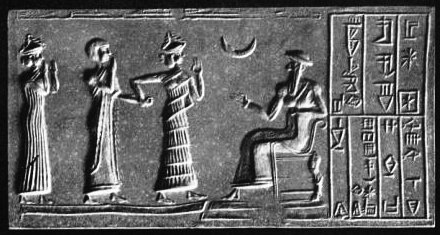
Циліндрична печатка (біля 2400 до н.е., Північна Вавилонія) зображає богиню Місяця, що проводить смертних чоловіків крізь обряд поклоніння.

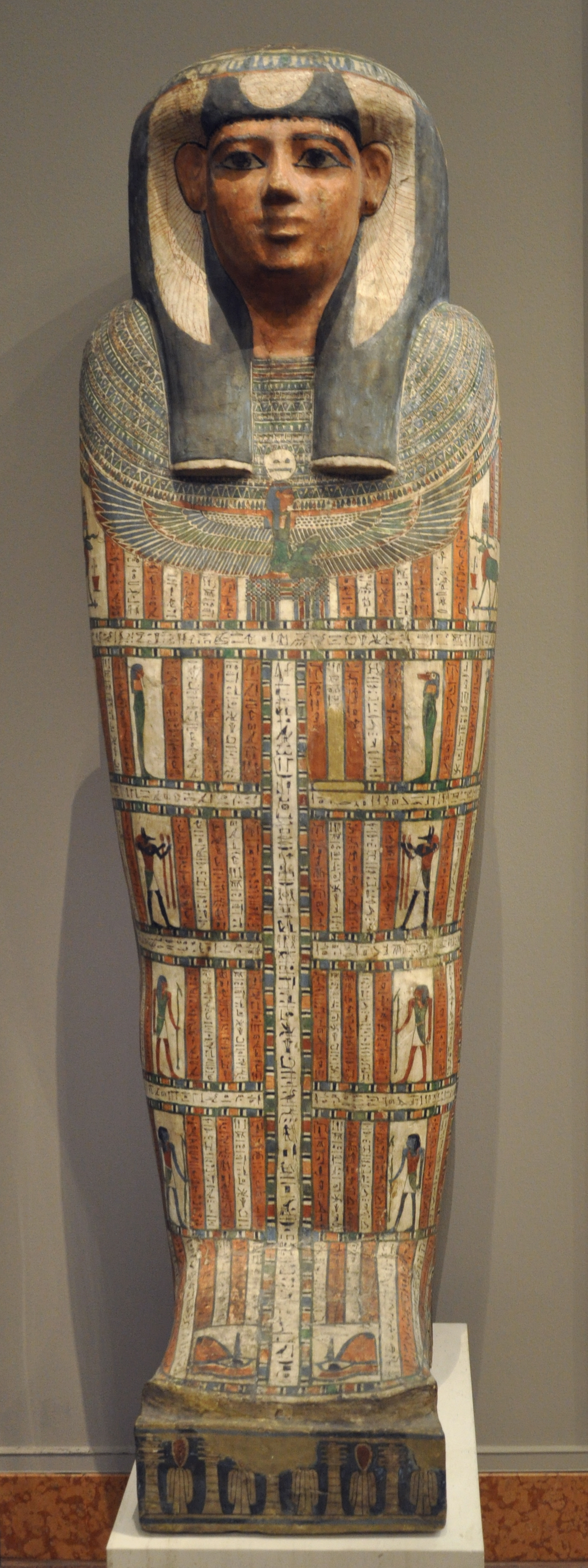
Саркофаг жриці Iset-en-kheb; Єгипет, Фіви (?), 25–26 династія; дерево, 7–6 ст. до н.е.

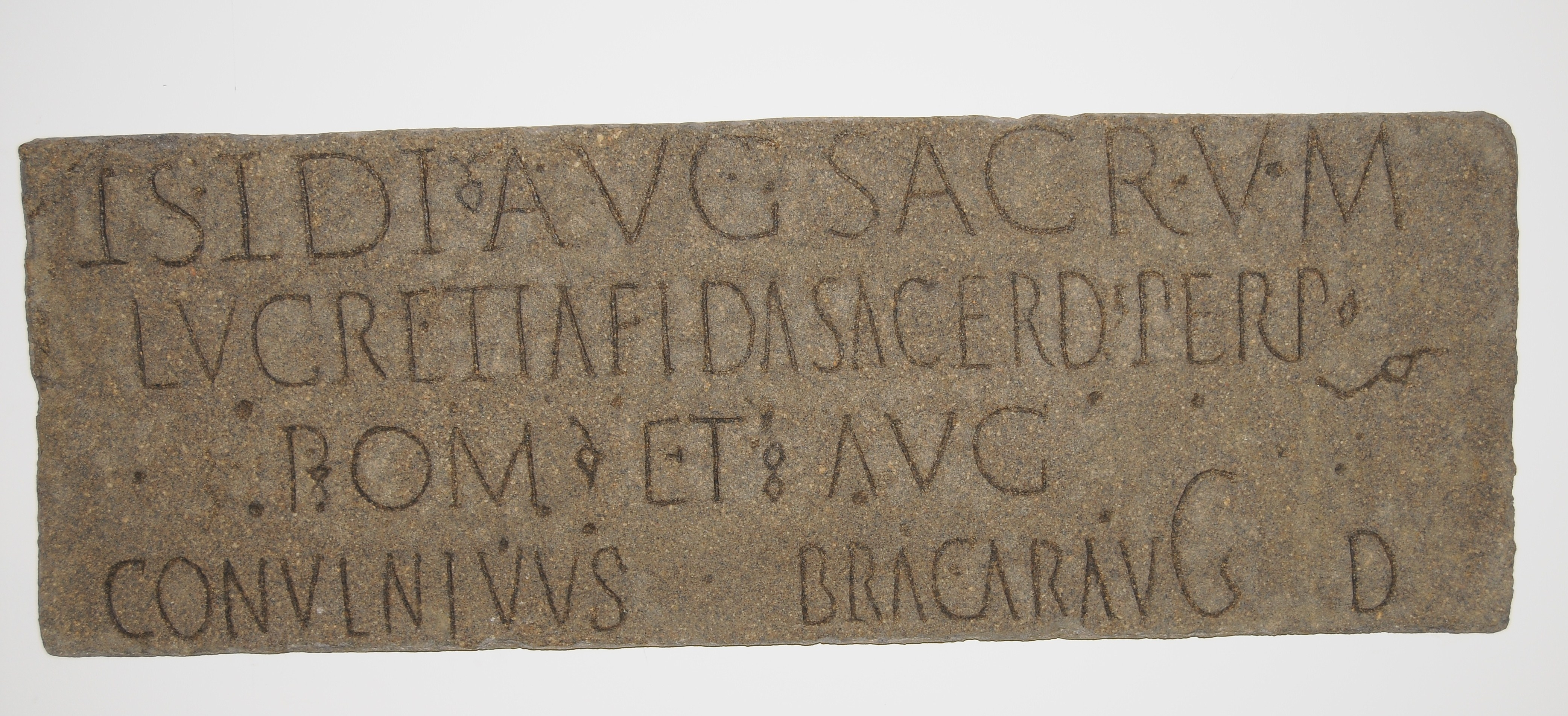
Латинська посвята богині Ісіді від Лукреції Фіди (Lucretia Fida), sacerdos (священниці) із Галеції

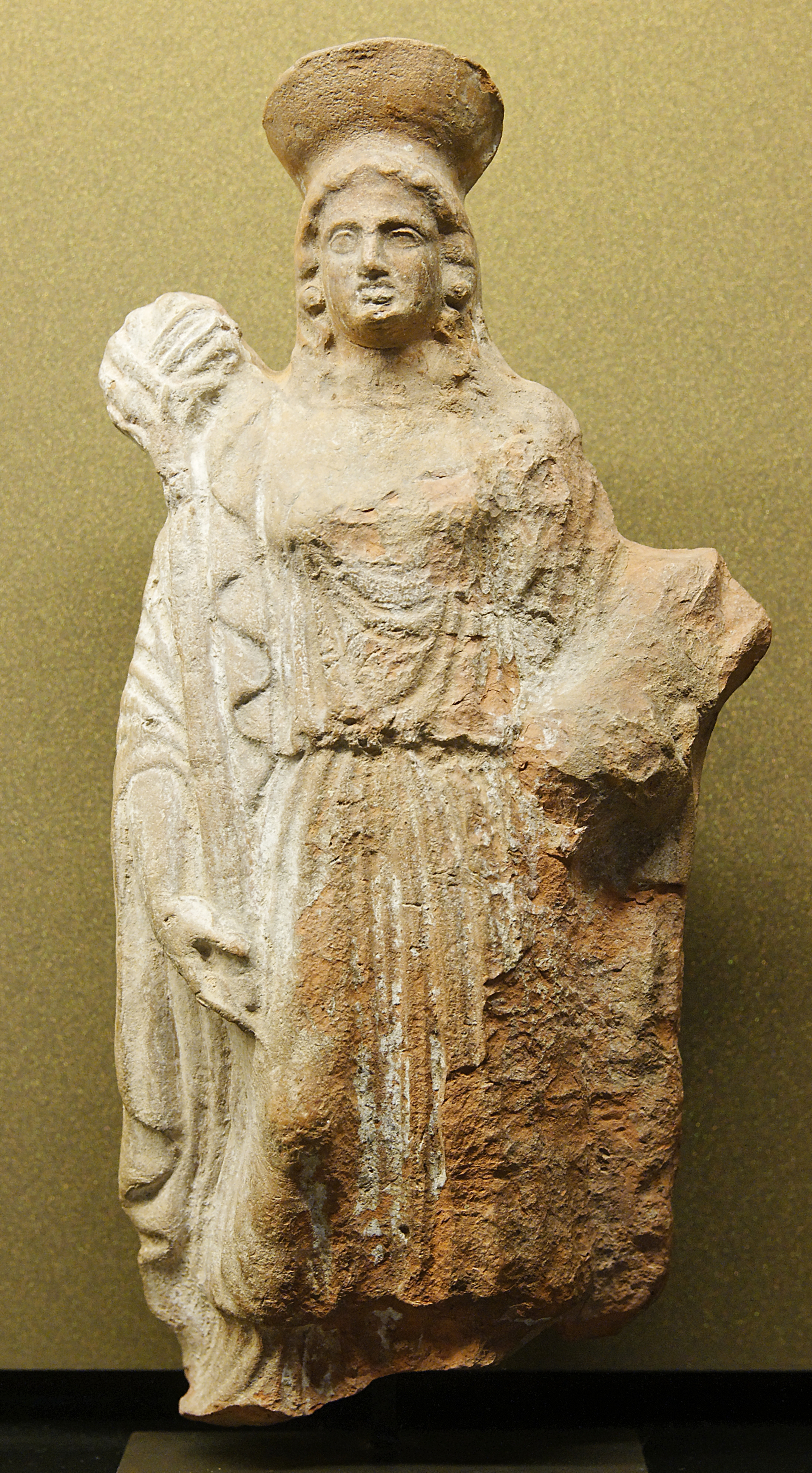
Жінка несе порося і факел, беручи участь у поклонінні Деметрі і Персефоні. Аттична кераміка,140–130 до н.е.

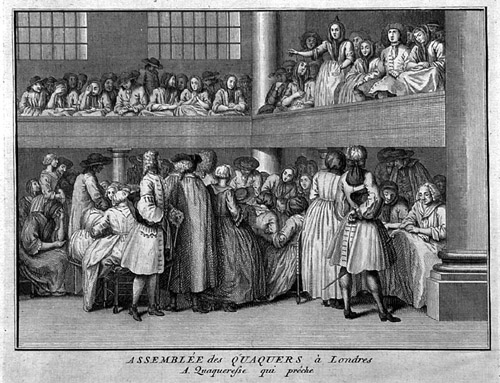
Квакерська проповідниця та її паства.

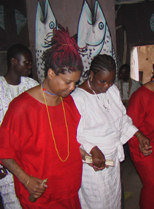
Yeye Siju Osunyemi ввійшла в чин жриці божества Osun в каплиці Osun; Osogbo, Нігерія.

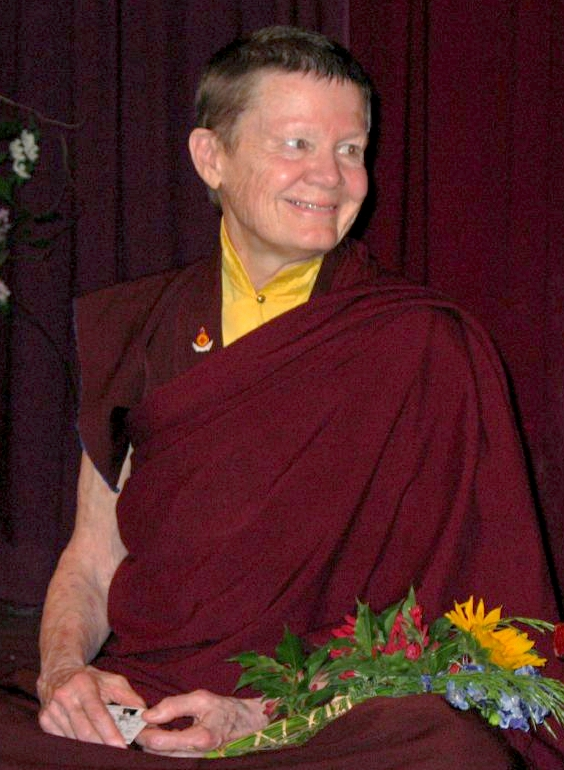
Ani Pema Chödrön, перша американська жінка, ординована як bhikkhuni (буддистська монахиня). Omega Institute, 2007.

Ординація жінки (англ. ordination of woman) — посвята жінки в сан духовної особи: священницький чи священнослужительский. Поширена не у всіх світових релігіях, проте швидко поширюється в деяких з них. Була в декількох язицницьких релігіях та, за твердженнями декотрих, у практиці раннього християнства (Torjesen 1995).
В деяких конфесіях християнства питання досі залишається спірним, адже "ординація" (процес, при якому особа богопосвячується і вирізняється Богом для керування чи інших релігійних обрядів) була доступна лише чоловікам майже 2000 років.
У певних випадках жінки допускалися до ординації, але не займали високих постів, таких як (до 2014) єпископ англіканської церкви. У країнах, де законодавчо заборонена дискримінація за статтю при наймі, часто робляться винятки для духовенства (наприклад, у США).

## Стародавній світ і язичництво
Виконання жрецьких функцій жінками засвідчено джерелами Стародавнього Єгипту, Стародавнього Межиріччя, Греції та Риму. Згідно концепції Марії Гімбутас, жіноче жречество було широко поширене і в доіндоєвропейській Європі. Також жінки-жриці поширені в сучасних язичницьких культах Африки, Америки, Австралії та Океанії.

## Юдаїзм

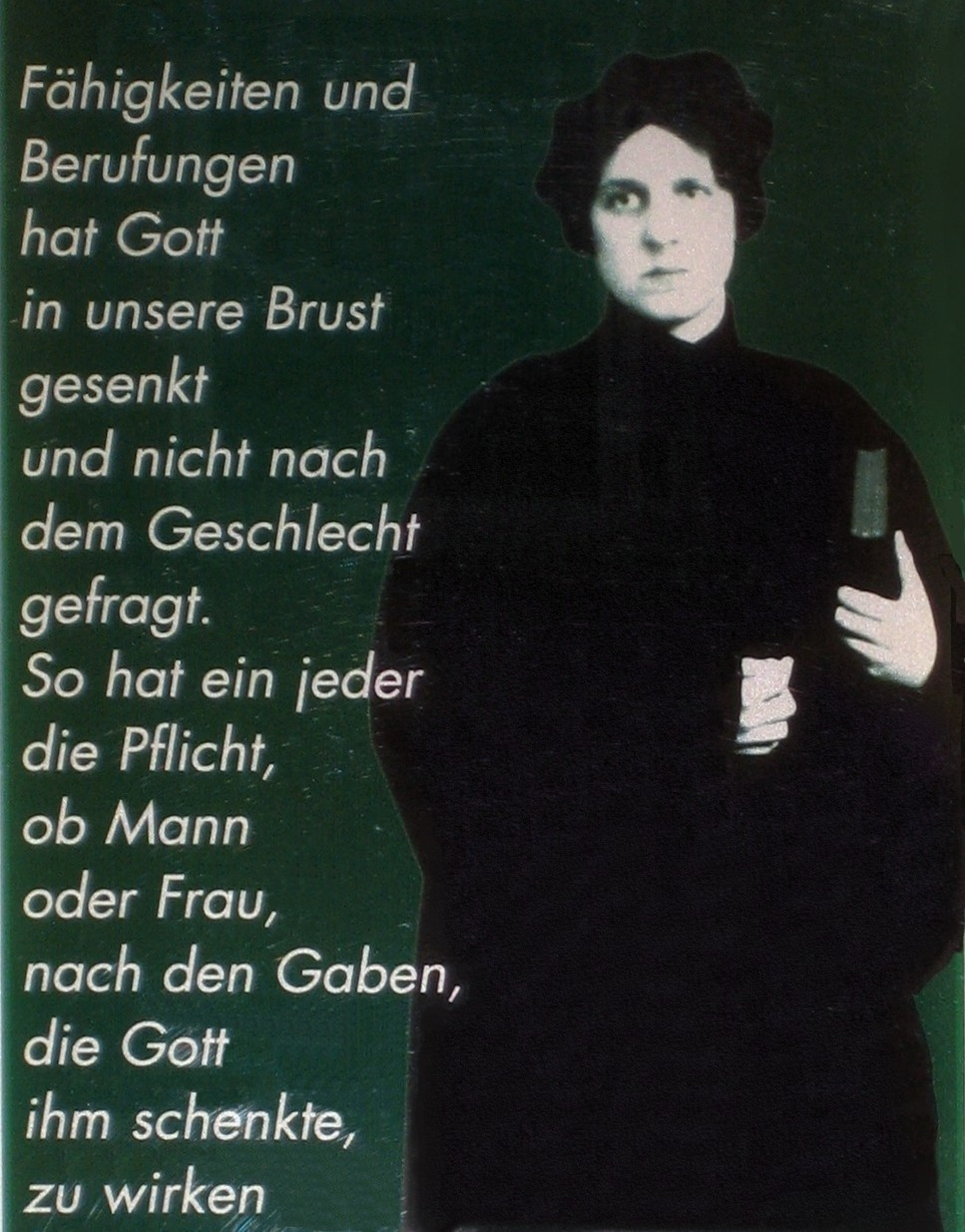
Регіна Йонас, перша жінка-рабин, ординована у 1935 році.

Старий Завіт згадує ряд пророчиць, в тому числі Дебору. У талмудичний та постталмудичний період ортодоксальний юдаїзм відкидав можливість для жінок стати рабином. Випадок призначення хасидки Хани Рахель Вербермахер рабином у 19 столітті не вважався ортодоксами прецедентом. З іншого боку, починаючи з 1930-х рр. з'являються поодинокі випадки призначення жінок-рабинів прихильниками реформованого юдаїзму, які стають все популярнішими в післявоєнний період.

## Буддизм
У буддизмі існує інститут жінок-монахинь, однак не настільки широко поширений, як чоловіче чернецтво.

## Християнство
Особливо дискутується в протестантських церквах, розділяючи їх прихильників на лібералів та консерваторів. Гострота питання пов'язана з тим, що, на відміну від історичних церков, протестанти не вважають себе зв'язаними «традицією» та відстоюють право на самостійне тлумачення Святого Письма. Крім того, ординація жінок розглядається деякими як наслідок протестантського вчення про священство всіх віруючих.
Прихильники ординації жінок часто наводять слова апостола Павла, який стверджував, що в Христі гендерні відмінності скасовуються, крім того, в Старому Завіті є згадка про пророчицю Міріам, а в стародавній церкві існували служіння пресвітерід  та дияконис.
Противники наполягають, що скасування гендерних відмінностей носить сотеріологичний, а не функціональний характер, і приводять як контраргумент інші слова апостола Павла, в яких той забороняє жінкам говорити в церквах, а також вчити та панувати над чоловіками — з посиланням на порядок творіння й переважну вину Єви в гріхопадіння. Відзначається також той факт, що, кажучи про ступені служіння в Церкві, апостол згадує про єпископів/пресвітерів та дияконів винятково в чоловічому роді, і що, згідно з первинним Божим задумом, жінка була створена як «помічниця» чоловіка.

### Практика
Перші ординації жінок відбулися в Церкві Швеції в 1960.
Практика ординації жінок в єпископи прийнята в деяких лютеранських, реформатських, англіканських та інших церквах, наприклад:
- Євангельська церква Німеччини (Об'єднання лютеранських та реформатських громад): Марія Йепсен, Маргот Кессман
- Євангелічно-лютеранська церква Фінляндії (Лютеранство): Ірья Аскола.
- Єпископальна церква (Англіканство): Кетрін Шорі, Мері Глесспул
- Церква Швеції (Лютеранство): Єва Брунне, Антьє Якель
- Церква Норвегії (Лютеранство): Розмарі Кон

Також практика ординації жінок прийнята в деяких баптистських, методистських, пресвітеріанських, старокатолицьких, п'ятидесятницьких та харизматичних деномінаціях, в тому числі і в Україні.

## Індуїзм
В індуїзмі допускається посвята жінок в обидва духовних сани — пурохіти та пуджарі, нарівні з чоловіками. Також жінки, як і чоловіки, можуть бути гуру (для того, щоб стати гуру, посвята не потрібна).

## Іслам
4 школи сунізму та шиїзму сходяться в тому, що жінки можуть бути імамами (очолюють молитву) для груп, що складаються лише з жінок. Школа маликитів відкидає таку можливість для жінок. У Китаї з 19 століття існують жіночі мечеті (нусі), очолювані жінками-імамами. У 1994 р. Аміна Вадуд, професорка ісламу, стала першою жінкою-імамом в ПАР, яка очолила п'ятничну молитву в Кейптауні.
У 2004 р. 20-річна Марьям Мірза керувала другою половиною церемонії Ід-аль-Фітр в мечеті Етобікоке в Торонто, яку проводила Об'єднана мусульманська асоціація. У тому ж році Ясмін Шадір керувала нічною молитвою, в якій брали участь як жінки, так і чоловіки. Це перший засвідчений випадок у сучасній історії, коли жінка очолювала богослужіння в мечеті.

## Синтоїзм

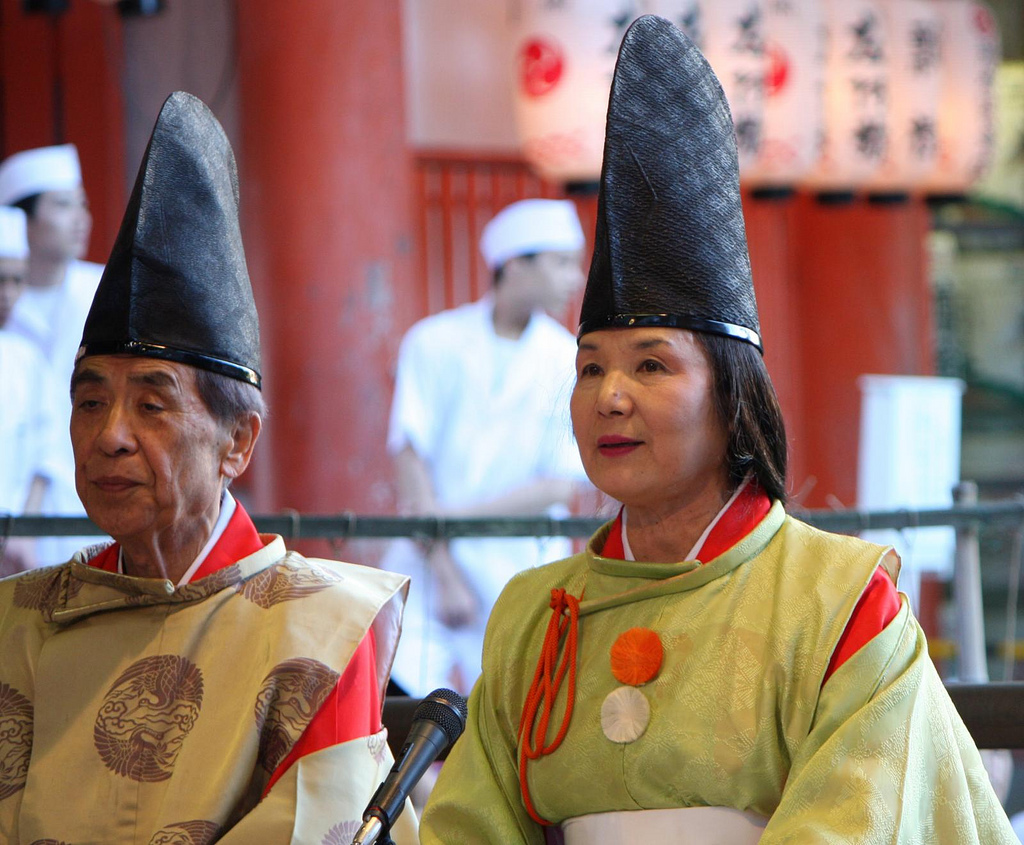
Синтоїстські жрець та жриця.

У довоєнний період існували жриці-Саїн (斎 院), родички імператора по жіночій лінії. Саїн, зазвичай, не вступали в шлюб, хоча були винятки з цього правила. У післявоєнний період набуло поширення жіноче жрецтво в цілому..

## Даосизм
У даосизмі священиками можуть бути як чоловіки, так і жінки.

## Зороастрійство
Зороастрійські жерці можуть бути лише чоловіками.